# Henry Nielsen (Leichtathlet)

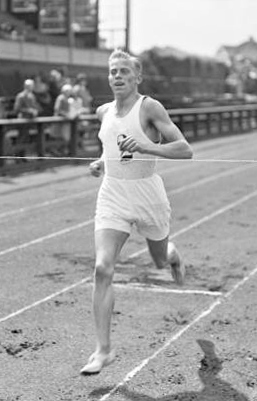
Henry Nielsen im Jahr 1930

Holger Henry Nielsen (* 2. Oktober 1910 in Nørresundby; † 18. November 1958 in Hillerød) war ein dänischer Mittel- und Langstreckenläufer.

## Leben und Wirken
Henry Nielsen war Mitglied des Vereins AIK Aalborg. 1930 gewann er im 5000-Meter-Lauf seine erste Landesmeisterschaft. Nach einem kurzen Intermezzo bei Sparta Kopenhagen kehrte er wieder in seine Heimatstadt zurück. Er wechselte zum Verein Velo Nørresundby, der jedoch zu dem Zeitpunkt ein reiner Fußballverein war. Eine Leichtathletik-Abteilung mit Henry Nielsen als einzigem Mitglied wurde erstellt.
Am 24. Juli 1934 besiegte Nielsen bei einem Wettkampf in Stockholm den Polen Janusz Kusociński im 3000-Meter-Lauf. Dabei brach er den zwei Jahre alten von Kusociński aufgestellten Weltrekord in einer Zeit von 8:18,4 min. Im September des gleichen Jahres konnte er bei den Leichtathletik-Europameisterschaften 1934 in Turin die Bronzemedaille im 10.000-Meter-Lauf gewinnen. Damit war er der erste Däne mit einer Medaille bei Europameisterschaften.
Nielsen wurde sieben Mal dänischer Meister. Fünf Meistertitel erlief er im 5000-Meter-Lauf, zwei weitere im 10.000-Meter-Lauf. 1936 ging er in Berlin bei den Olympischen Spielen im 5000-Meter-Lauf an den Start. In seinem Vorlauf, in dem die fünf besten Läufer ins Finale kamen, belegte er mit 15:25,0 min Platz 7.
Mit der Zeit bekam Henry Nielsen Probleme mit dem Amateurstatus. Der dänische Verband sperrte ihn zunächst für 18 Monate. Am 18. Juni 1939 wurde er auf Lebenszeit gesperrt. Daraufhin übernahm Nielsen einen Trainerposten in Deutschland. Am 18. November 1958 starb Henry Nielsen im Alter von nur 48 Jahren in Hillerød.